# 아라곤어 위키백과

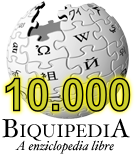
2008년에 만들어진 문서 수 1만 개 돌파 기념 위키백과 로고

아라곤어 위키백과는 2004년 7월 24일에 만들어진 아라곤어 버전의 위키백과이다.
기호는 an이다.